# Mycetinis
Mycetinis Earle – rodzaj grzybów należący do rodziny Omphalotaceae.

## Charakterysyka
Grzyby kapeluszowe o kapeluszu gładkim, o barwie od spalonej czerwieni do brązowawej, blednącym w kierunku brzegu, początkowo silnie wypukłym do kulistego, ale wraz z dojrzewaniem rozszerzającym się do płytko wypukłego, płaskiego lub nieco wklęsłego. Blaszki brzuchate, ale po wysuszeniu stają się wyraźnie faliste, mogą być wolne, przyrośnięte lub zbiegające ząbkiem na trzon. Trzon centralny, blady, w kolorze blaszek, ciemniejący ku dołowi, ma odcienie cynamonowe do rdzawych i grzybnię u podstawy. Skórka zbudowana z napęczniałych strzępek końcowych, zróżnicowanych pod względem kształtu od prawie kulistych do szeroko maczugowatych, dywertykulacyjnie rozgałęzionych, pigmentowanych lub bezbarwnych. Podstawki wąsko maczugowate do prawie cylindrycznych, zwykle z czterema sterygmami. Bazydiospory gładkie, bezbarwne, nieamyloidalne, niedekstrynoidalne, niecyjanofilne i cienkościenne. Cheilocystydy o kształcie od cylindrycznego do wrzecionowatego lub maczugowatego, bez żadnych uchyłków. Pleurocystyd brak lub występują rzadko, a gdy występują, są podobne do cheilocystyd. Występują kaulocystydy i sprzążki.

## Systematyka i nazewnictwo
Pozycja w klasyfikacji według Index Fungorum: Omphalotaceae, Agaricales, Agaricomycetidae, Agaricomycetes, Agaricomycotina, Basidiomycota, Fungi.
Do rodzaju tego po 2005 r. włączono niektóre gatunki wcześniej zaliczane do rodzaju Marasmius (twardzioszek), stąd też w polskim piśmiennictwie mykologicznym występujące w Polsce gatunki Mycetinis znane są pod nazwą twardzioszków.
Gatunki występujące w Polsce:
- Mycetinis alliaceus (Jacq.) Earle ex A.W. Wilson & Desjardin 2005 – tzw. twardzioszek czosnkowy
- Mycetinis prasiosmus (Fr.) R.H. Petersen, in Petersen & Hughes 2017 – tzw. twardzioszek szczypiorkowy
- Mycetinis querceus (Britzelm.) Antonín & Noordel. 2008 tzw. – twardzioszek szczypiórkowy
- Mycetinis scorodonius (Fr.) A.W. Wilson. 2005 – tzw. twardzioszek czosnaczek

Nazwy naukowe na podstawie Index Fungorum. Wykaz gatunków i nazwy polskie według opracowania Władysława Wojewody.